# Geodena suffusa
Geodena suffusa är en fjärilsart som beskrevs av Swinhoe 1904. Geodena suffusa ingår i släktet Geodena och familjen mätare. Inga underarter finns listade i Catalogue of Life.